# Фёппль, Август
Август Отто Фёппль (нем. August Otto Föppl; 25 января 1854[…], Грос-Умштадт — 12 октября 1924 или 12 августа 1924, Аммерланд) — немецкий учёный в области механики.

## Биография
Родился в семье врача. Окончил гимназию в Дармштадте.
С 1869 года учился в Дармштадтском политехническом институте, затем в Штутгартском политехническом институте, где слушал лекции К. О. Мора. Окончил Политехнический институт в Карлсруэ (1874), получил звание инженера-строителя.
Работал инженером, преподавателем, с 1894 по 1921 год — профессор Высшей технической школы в Мюнхене (ныне — Мюнхенский технический университет), с 1921 года — Заслуженный профессор.
Спроектировал здание рынка в Лейпциге.

## Научные интересы
В области строительной механики внёс значительный вклад в теорию пространственных ферм, в частности сетчатых конструкций. Изучал явление концентрации напряжений и разрабатывал теорию изгиба кривых брусьев. Уравнение большого прогиба упругих пластин носит название уравнения Фёппля — фон Кармана.
Создал научную школу, его учениками были Людвиг Фёппль, Теодор фон Карман, Людвиг Прандтль, Степан Тимошенко.
В 1894 году издал книгу — введение в теорию электричества Максвелла (нем. Einführung in die Maxwellsche Theorie der Elektrizität (Leipzig 1894)), чтение которой оказало некоторое влияние на первые работы Эйнштейна по специальной теории относительности.

## Семья
В браке имел двух дочерей — Гертруду и Эльзу, и двух сыновей — Отто и Людвига.
Один из лучших учеников Фёппля — Прандтль, достигнув 34-летнего возраста, решил, что пришло время жениться. Он обратился к своему научному руководителю — Августу Фёпплю с просьбой руки и сердца его дочери. Однако он забыл уточнить, о какой именно из дочерей ведёт речь. Фёппль и его жена Эмилия приняли решение сами и выдали за него свою старшую дочь — Гертруду. Брак оказался счастливым, долгим и крепким.
Вторым зятем Фёппля стал Ханс Тома — известный немецкий художник и график.

## Память
В 2002 году в Техническом университете Мюнхена учреждена медаль имени Фёппля.